# Basket Case
Basket Case är en av singlarna från Green Days tredje album Dookie som släpptes den 1 februari 1994. Basket case är skriven av bandets sångare och gitarrist Billie Joe Armstrong. Låten handlar om någon som lider av paranoia och beskriver Armstrongs egna upplevelser. Låten nådde förstaplatsen på Trackslistan samt på Billboard där den låg i flera veckor. 